# Juul Franssen
Juul Franssen (Venlo, 18 de enero de 1990) es una deportista neerlandesa que compite en judo.
Ganó dos medallas de bronce en el Campeonato Mundial de Judo, en los años 2018 y 2019, y una medalla de bronce en el Campeonato Europeo de Judo de 2020.

## Palmarés internacional
| Campeonato Mundial | Campeonato Mundial      | Campeonato Mundial | Campeonato Mundial |
| Año                | Lugar                   | Medalla            | Categoría          |
| ------------------ | ----------------------- | ------------------ | ------------------ |
| 2018               | Bakú (Azerbaiyán)       | Medalla de bronce  | –63 kg             |
| 2019               | Tokio (Japón)           | Medalla de bronce  | –63 kg             |
| Campeonato Europeo |                         |                    |                    |
| Año                | Lugar                   | Medalla            | Categoría          |
| 2020               | Praga (República Checa) | Medalla de bronce  | –63 kg             |